# Worldskills Competition
WorldSkills Competition, förkortat WSC, på svenska även kallat Yrkes-VM. Tidigare kallat Skill Olympics eller på svenska Yrkesolympiaden. WorldSkills Competition är ett världsomfattande tävlingsevenemang i yrkesskicklighet för ungdomar till och med 22 års ålder.
WorldSkills Competition gör det möjligt att jämföra yrkesutbildade ungdomars yrkesskicklighet länder emellan. Tävlingarna främjar på så vis internationella kontakter och utbyte av kunskaper och erfarenheter mellan länderna. WorldSkills Competition har en över 50 år lång historia och sedan 1989 genomförs evenemanget ojämna år. Tävlingarna organiseras av WorldSkills International. 
Vartannat år samlas yrkeskunniga ungdomar från hela världen för att inför publik tävla i yrkesskicklighet. De tävlande har tagits ut som representanter genom nationella och regionala tävlingar. För närvarande tävlar man i ett fyrtiotal olika yrkesgrenar och deltagarna kommer från över 40 olika länder eller regioner världen över. Utöver de officiella yrkesgrenarna tävlar man också i en handfull uppvisningsgrenar. Samtliga tävlingsgrenar representerar yrken inom teknik, industri och servicebranscher.
1995 deltog Sverige för första gången i WorldSkills Competition. Numera tas de tävlande ut under Yrkes-SM och truppen går under namnet Yrkeslandslaget.

## Officiella tävlingsgrenar
| Nr | Tävlingsgren                              | Yrke                  |
| -- | ----------------------------------------- | --------------------- |
| 01 | Polymechanics/Automation                  |                       |
| 02 | Telecommunication Distribution Technology | Telekommunikation     |
| 03 | Manufacturing Team Challenge              |                       |
| 04 | Mechatronics                              | Mekatronik            |
| 05 | Mech. Eng. CADD                           |                       |
| 06 | CNC Turning                               |                       |
| 07 | CNC Milling                               |                       |
| 09 | IT/ Software Applications                 |                       |
| 10 | Welding                                   | Svetsare              |
| 11 | Printing                                  | Tryckare              |
| 12 | Wall & Floor Tiling                       | Plattsättare          |
| 13 | Autobody Repair                           | Bilskadereparation    |
| 14 | Metal Roofing                             | Byggnadsplåtslagare   |
| 15 | Plumbing                                  | VVS-montör            |
| 16 | Industrial Electronics                    |                       |
| 17 | Web Design                                | Webbdesigner          |
| 18 | Electrical Installations                  | Elektriker            |
| 19 | Industrial Control                        | Industrielektriker    |
| 20 | Bricklaying                               | Murare                |
| 21 | Stonemasonry                              | Stenhuggare           |
| 22 | Painting & Decorating                     | Målare                |
| 24 | Cabinetmaking                             | Möbelsnickare         |
| 25 | Joinery                                   |                       |
| 26 | Carpentry                                 |                       |
| 27 | Jewellery                                 | Guldsmed              |
| 28 | Floristry                                 | Florist               |
| 29 | Ladies / Mens Hairdressing                | Frisör                |
| 30 | Beauty Therapy                            | Hudterapeut           |
| 31 | Ladies Dressmaking                        |                       |
| 32 | Confectioner / Pastry Cook                | Konditor              |
| 33 | Automobile Technology                     | Personbilstekniker    |
| 34 | Cooking                                   | Kock                  |
| 35 | Restaurant Service                        | Servering             |
| 36 | Car Painting                              | Billackerare          |
| 37 | Landscape Gardening                       | Trädgårdsanläggare    |
| 38 | Refrigeration                             | Kyltekniker           |
| 39 | IT PC/Network Support                     | IT PC/Network Support |
| 40 | Graphic Design Technology                 |                       |

## Tidigare tävlingar
- 1:a 1950
- 2:a 1951: Madrid, Spanien
- 3:e 1953: Madrid, Spanien
- 4:e 1955: Madrid, Spanien
- 5:e 1956: Madrid, Spanien
- 6:e 1957: Madrid, Spanien
- 7:e 1958: Bryssel, Belgien
- 8:e 1959: Modena, Italien
- 9:e 1960: Barcelona, Spanien
- 10:e 1961: Duisburg, Västtyskland
- 11:e 1962: Gijón, Spanien
- 12:e 1963: Dublin, Irland
- 13:e 1964: Lissabon, Portugal
- 14:e 1965: Glasgow, Storbritannien
- 15:e 1966: Utrecht, Nederländerna
- 16:e 1967: Madrid, Spanien
- 17:e 1968: Bern, Schweiz
- 18:e 1969: Bryssel, Belgien
- 19:e 1970: Tokyo, Japan
- 20:e 1971: Gijón, Spanien
- 21:a 1973: München, Västtyskland
- 22:a 1975: Madrid, Spanien
- 23:e 1977: Utrecht, Nederländerna
- 24:e 1978: Busan, Korea
- 25:e 1979: Cork, Irland
- 26:e 1981: Atlanta, USA
- 27:e 1983: Linz, Österrike
- 28:e 1985: Osaka, Japan
- 29:e 1988: Sydney, Australien
- 30:e 1989: Birmingham, Storbritannien
- 31:a 1991: Amsterdam, Nederländerna
- 32:a 1993: Taipei, Taiwan
- 33:e 1995: Lyon, Frankrike
- 34:e 1997: Sankt Gallen, Schweiz
- 35:e 1999: Montréal, Kanada
- 36:e 2001: Seoul, Sydkorea
- 37:e 2003: Sankt Gallen, Schweiz
- 38:e 2005: Helsingfors, Finland
- 39:e 2007: Shizuoka, Japan
- 40:e 2009: Calgary, Kanada
- 41:a 2011: London, Storbritannien
- 42:a 2013: Leipzig, Tyskland
- 43:e 2015: São Paulo, Brasilien
- 44:e 2017: Abu Dhabi, Förenade Arabemiraten
- 45:e 2019: Kazan, Ryssland